# Casas (Messico)
Casas è un comune dello stato di Tamaulipas, nel Messico centrale, capoluogo della omonima municipalità.
Conta 4.423 abitanti (2010) e ha una estensione di 3.012,79 km².
Il paese deve il suo nome a Juan Bautista de las Casas, rivoluzionario che prese parte alla guerra d'indipendenza del Messico.